# Looking for Paradise
Looking for Paradise è un singolo del cantante spagnolo Alejandro Sanz, realizzato in collaborazione con la cantante statunitense Alicia Keys. Il brano è stato pubblicato nel 2009 ed estratto dall'ottavo album in studio di Sanz Paraíso Express.

## Descrizione
Il brano è scritto dagli stessi artisti con Kasseem Deam e Tomas Torres, quest'ultimo anche produttore del brano. In un'intervista al El Mundo, Sanz ha raccontato il significato del brano e la decisione di collaborare con Keys:

## Video
Il videoclip della canzone è stato diretto da Gil Green e girato a Barcellona.

## Tracce
- Download digitale

Testi e musiche di Kasseem Dean, Alejandro Sanchez Pizarro, Alicia J. Augello-Cook, Tomas Torres.
1. Looking for Paradise (featuring Alicia Keys) – 4:41

## Classifiche
| Classifiche (2009) | Posizione raggiunta |
| ------------------ | ------------------- |
| Spagna             | 1                   |